# El Ángel
El Ángel – miasto w Ekwadorze, w prowincji Carchi.